# Petrus de Natalibus
Petrus de Natalibus, it. Pietro de’ Natali, ven. Pietro Nadal (* um 1330 in Venedig; † vor dem 8. März 1406) war ein italienischer römisch-katholischer Bischof und Schriftsteller.

## Leben
Petrus entstammte einer alt-angesehenen, aber nicht wohlhabenden venezianischen Familie. Mit Sekretärs- und Verwaltungstätigkeiten musste er früh zum Lebensunterhalt der Familie beitragen. Er schlug die geistliche Laufbahn ein und hatte ab 1348 verschiedene geistliche Ämter an venezianischen Kirchen inne. 1367 bemühte er sich vergeblich um das Bischofsamt von Torcello, 1368 um das Erzbistum Candia. 1370 wurde er zum Bischof von Equilio ernannt. 
1382 beschuldigte ihn der Patriarch von Grado gegenüber dem Senat von Venedig, er habe sich in einer Truhe in ein venezianisches Frauenkloster einschleusen lassen, und betrieb seine Amtsenthebung. Petrus verteidigte sich in Rom und behielt sein Amt. Er starb vermutlich nicht lange vor dem 8. März 1406, dem Tag, an dem sein Nachfolger Angelo Scardoni gewählt wurde.

## Literarisches Wirken
Petrus hatte Anteil an der frühhumanistischen Atmosphäre Venedigs, die der Doge Andrea Dandolo maßgeblich förderte. Von Petrus sind einige Gedichte in der italienischen Volkssprache überliefert, die das Vorbild Dantes erkennen lassen. Sein Hauptwerk ist jedoch die lateinische Hagiographie Catalogus sanctorum et gestorum eorum („Katalog der Heiligen und ihrer Taten“), die er von 1369 bis 1372 verfasste.